# Prorastomidae
Prorastomidae – rodzina ssaków z rzędu brzegowców (Sirenia). Obejmuje najwcześniejszych i najbardziej bazalnych znanych przedstawicieli tego rzędu. Skamieniałości Prorastomidae znane są z osadów datowanych na środkowy eocen. Były to stosunkowo niewielkie zwierzęta, przypominające paleoceńskie i eoceńskie prakopytne. Prowadziły w większości lądowy tryb życia – na co wskazuje budowa stawu biodrowo-krzyżowego – jednak wykazywały już pewne przystosowania do życia w wodzie, takie jak cofnięcie nozdrzy. Synapomorfie Prorastomidae obejmują poziomo spłaszczoną czaszkę i żuchwę, dobrze wykształcone tylne kończyny oraz otwór gębowy znajdujący się z przodu czaszki, a nie na jej spodniej stronie, jak u bardziej zaawansowanych syren. Do Prorastomidae należą rodzaje Prorastomus i Pezosiren oraz nieopisany naukowo rodzaj syreny z datowanych na wczesny lub środkowy eocen osadów formacji Chapelton na Jamajce. Według badań Daryla Domninga z 1994 roku Prorastomidae są grupą parafiletyczną.